# Saint-Fortunat-sur-Eyrieux
Saint-Fortunat-sur-Eyrieux är en kommun i departementet Ardèche i regionen Auvergne-Rhône-Alpes i sydöstra Frankrike. Kommunen ligger  i kantonen La Voulte-sur-Rhône som ligger i arrondissementet Privas. År 2022 hade Saint-Fortunat-sur-Eyrieux 806 invånare.

## Befolkningsutveckling
Antalet invånare i kommunen Saint-Fortunat-sur-Eyrieux
Referens: INSEE

## Galleri

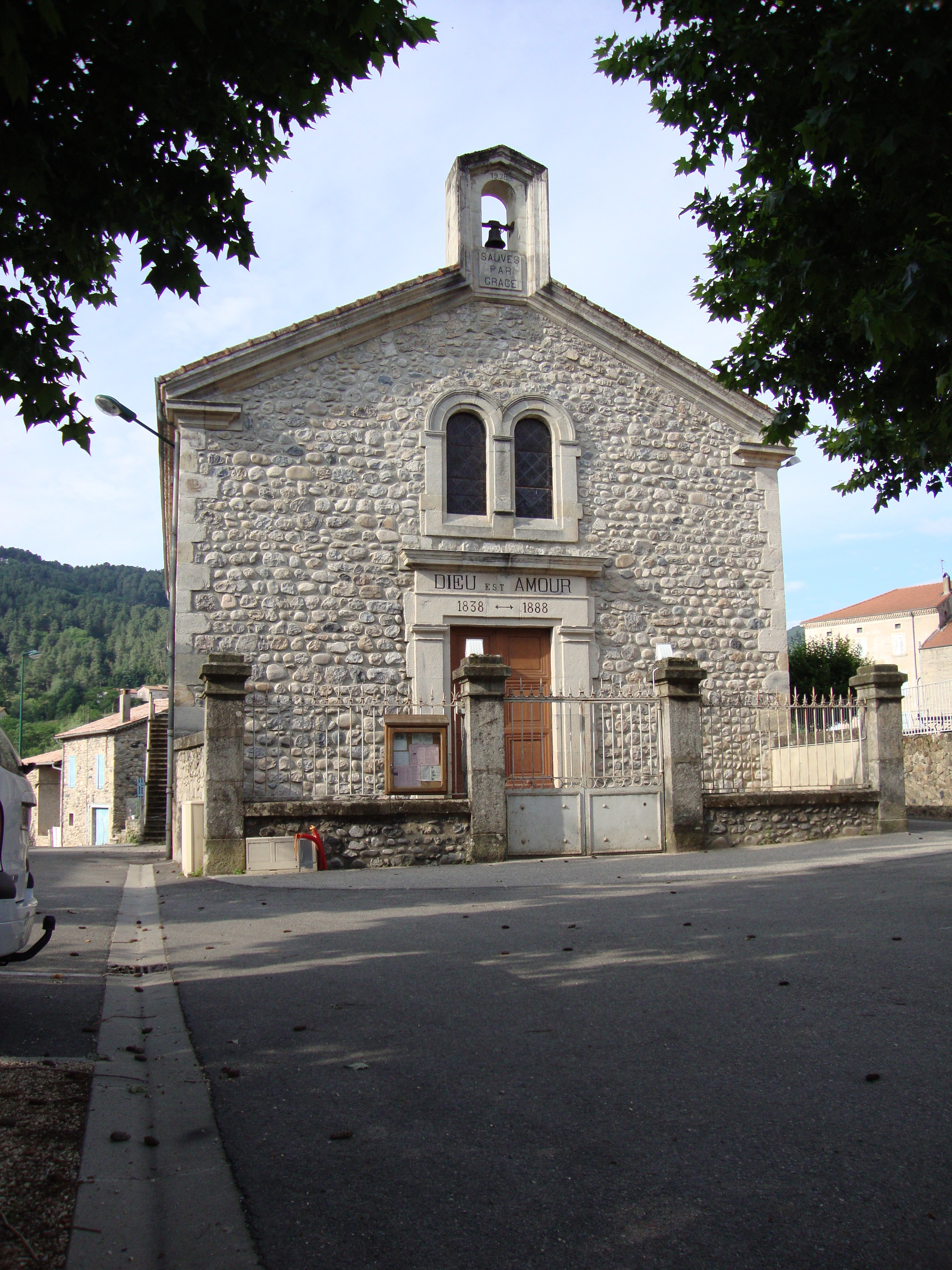
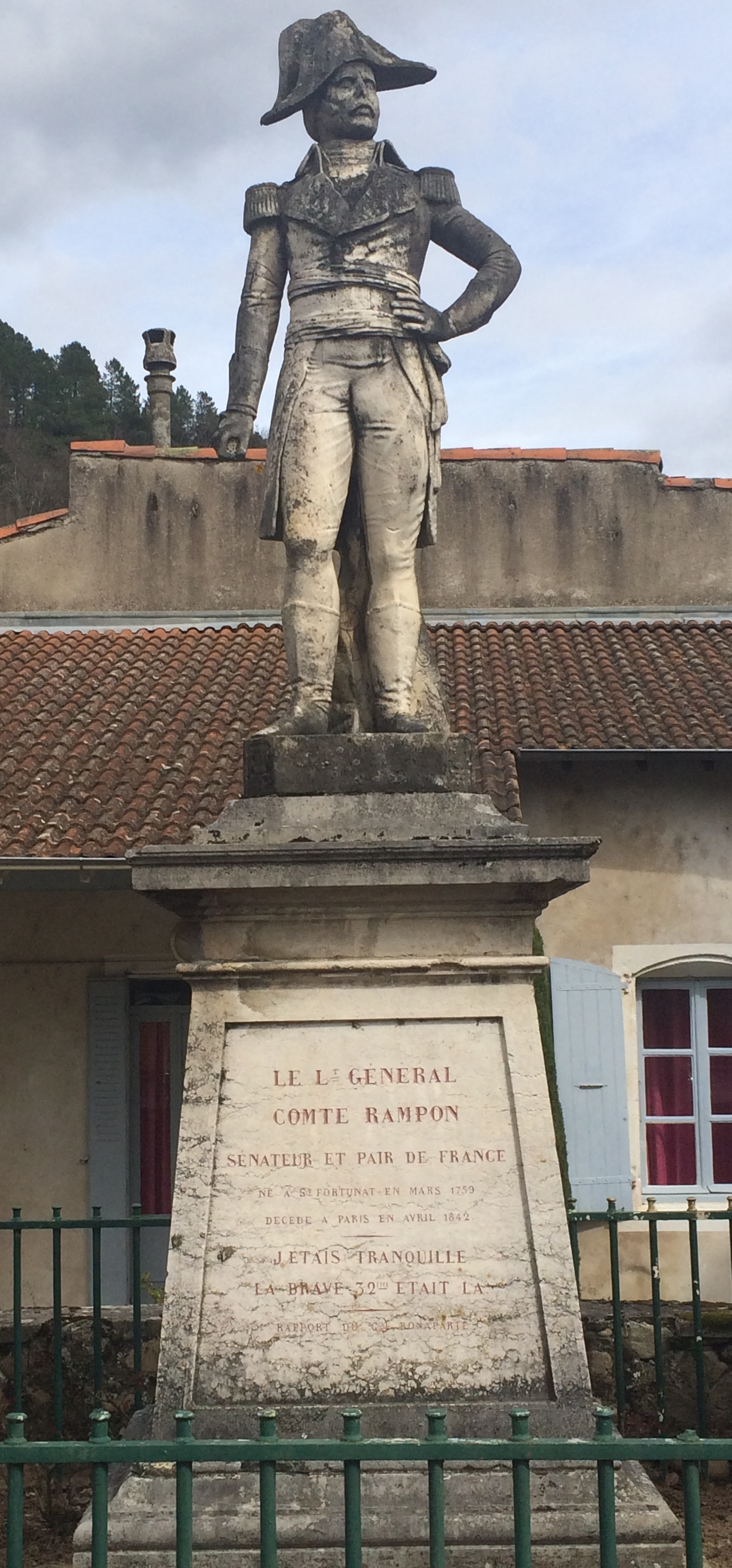
General Rampon
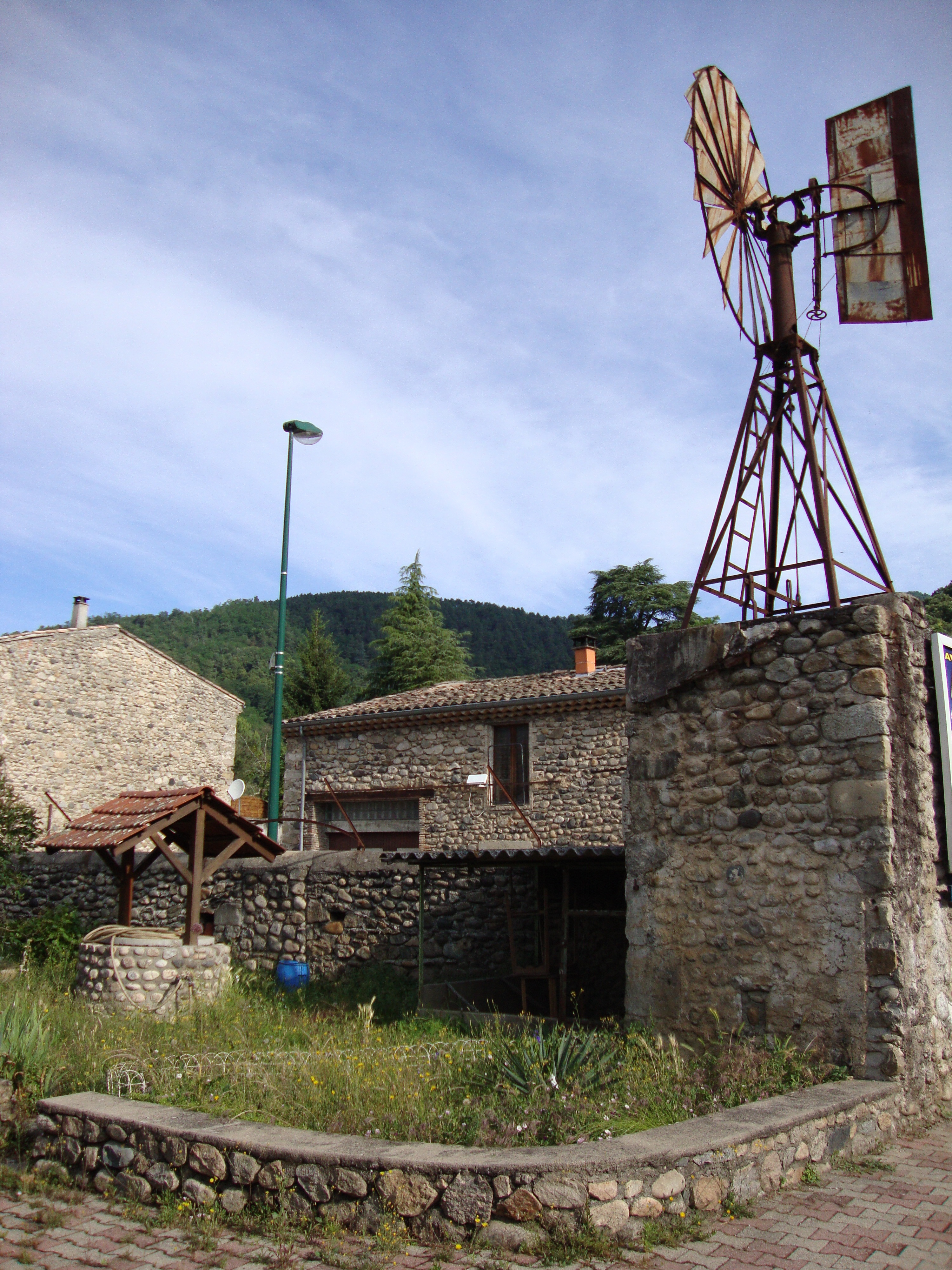
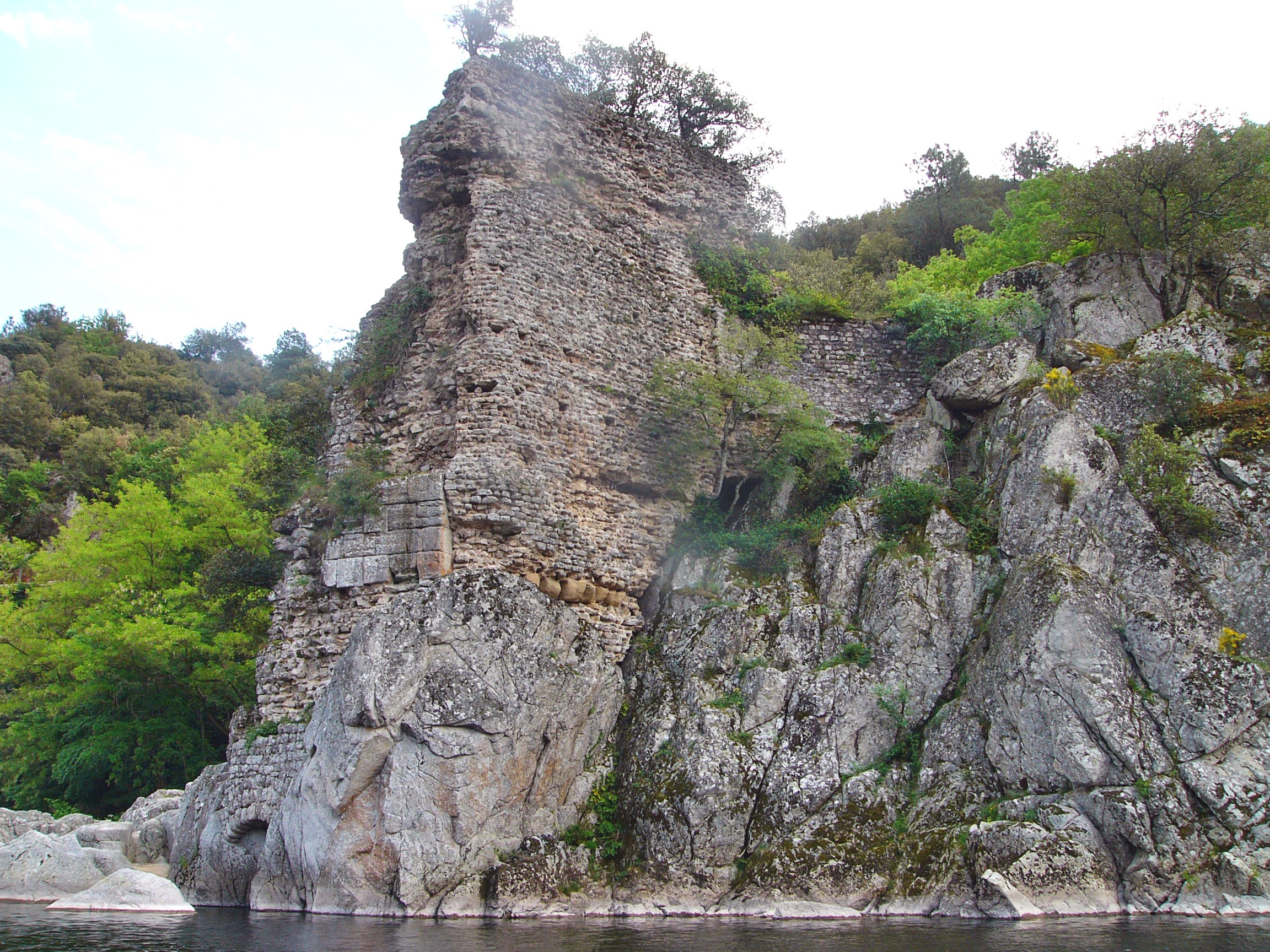
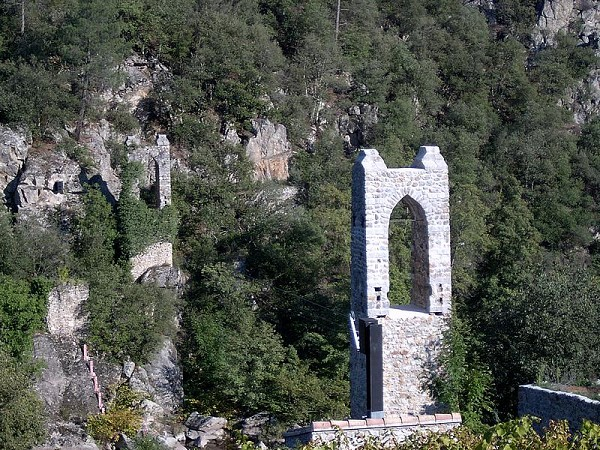